# گنزبه دیبابا

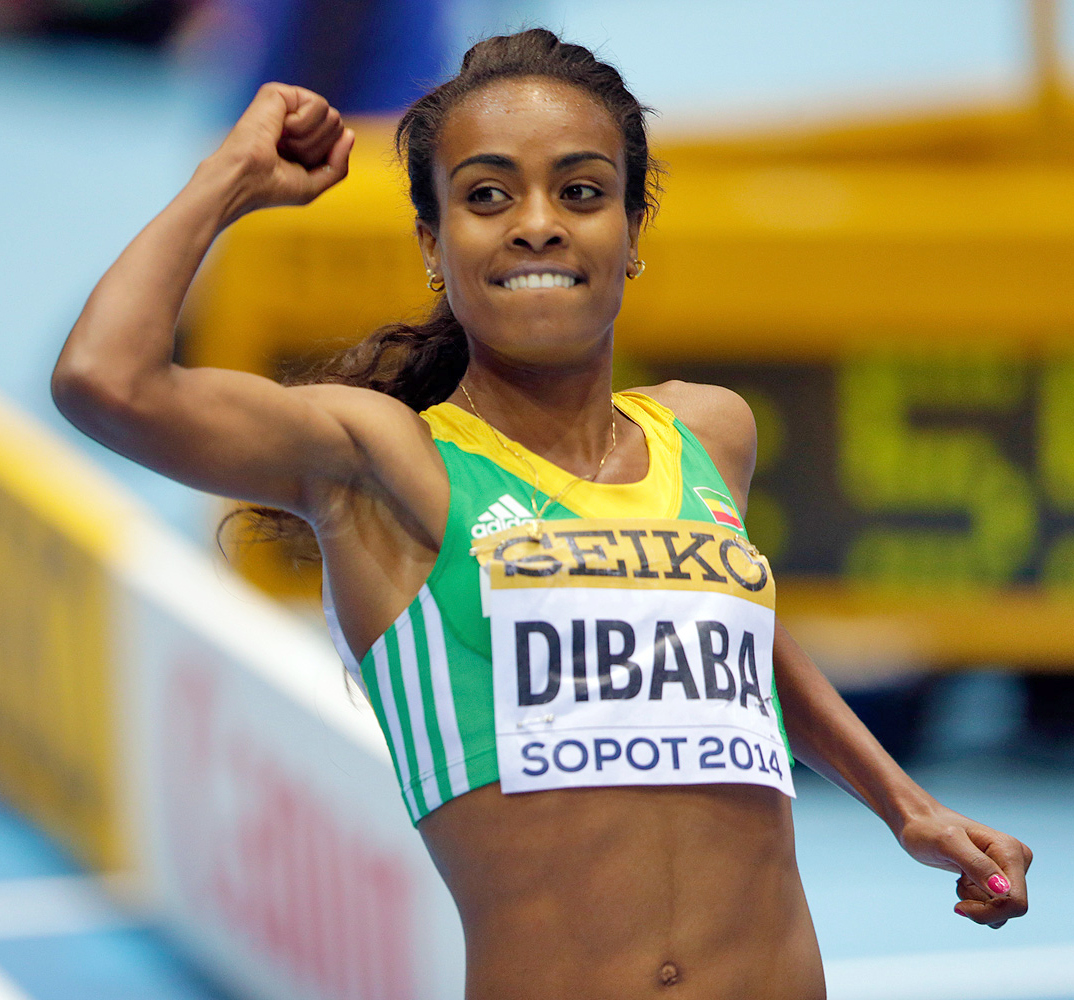
گنزبه دیبابا

گِنْزِبه دیبابا (به انگلیسی: Genzebe Dibaba) (زادهٔ ۸ فوریهٔ ۱۹۹۱، اتیوپی) ورزشکار زن در رشتهٔ دو و میدانی، دو نیمه‌استقامت و دوهای استقامت، اهل اتیوپی است. او چندین بار در مسابقات جهانی و المپیک برندهٔ مدال طلا شده‌است. دیبابا چندین رکورد جهانی را در اختیار دارد.